# Шурбаджи, Зухейр
Зухе́йр Шурбаджи́ (араб. زهير الشوربجي‎) — сирийский прыгун в воду, участник летних Олимпийских игр 1948 года в Лондоне. Первый представитель Сирии в истории Олимпийских игр.

## Спортивная биография
В 1948 году Сирия впервые приняла участие в летних Олимпийских играх. На Играх единственным представителем страны стал прыгун в воду Зухейр Шурбаджи. Сирийский прыгун выступил в прыжках с 10-метровой вышки. Предварительный раунд Шурбаджи провёл очень уверенно, результатом чего стало высокое 7-е место и сумма баллов 43,26. Финальные прыжки сложились для сирийца менее удачно. Исполнив четыре прыжка, Шурбаджи получил 54,55 балла, что позволило ему расположиться в середине таблицы на 14-й позиции. Итоговое распределение мест происходило по сумме баллов, набранных в двух раундах. Шурбаджи, заработав за 8 прыжков 97,81 балла занял итоговое 10-е место.
По окончании карьеры стал директором Syrian Supreme Life Saving Committee.